# Scytalopus diamantinensis
Scytalopus diamantinensis (лат.) — вид мелких воробьиных птиц из семейства топаколовых (Rhinocryptidae).

## Описание
Новый вид описан в 2007 году в том же месте, откуда описали ещё один новый вид (Formicivora grantsaui). К новому виду близки виды Scytalopus notorius и Scytalopus pachecoi, представителей которых можно отличить по голосу.
Длина Scytalopus diamantinensis составляет примерно 10-11 см, а масса — около 15 г. Оперение взрослой особи идентично оперению Scytalopus pachecoi. Верхняя часть тела самца в основном тёмно-серая, а подхвостье более бледно-серое. Бока бурые с тёмными полосами, что отличает его от похожего, но не имеющего полос Scytalopus speluncae. Самка более коричневая.

## Распространение
Обитают в штате Баия (национальный парк Шапада-Диамантина) в восточной Бразилии. Населяет некоторые из оставшихся участков густого леса в горном субтропическом экорегионе campo rupestre, биом лугов и скалистых обнажений. Высота над уровнем моря колеблется от 850 до 1600 м.